# Egyszög
A geometriában az egyszög egyoldalú és egycsúcsú sokszög. Schläfli-szimbóluma {1}.

## Az euklideszi geometriában
Az euklideszi geometriában az egyszög elfajult sokszög, mivel végpontjainak egyezniük kell, szemben az euklideszi szakaszokkal. A sokszög euklideszi geometriában használt legtöbb definíciója nem veszi figyelembe az egyszöget.

## A gömbi geometriában
A gömbi geometriában az egyszög megszerkeszthető egy főkör csúcsaként. Ez egyszögdiédert (Schläfli-szimbólum: {1,2}) alkot két félgömb alakú egyszögletű oldallal, melyeknek egy közös 360°-os élük és egy csúcsuk van. Duálisa, a {2,1} szimbólumú hozoéder két átellenes csúccsal rendelkezik, egy 360°-os gömbcikk alakú oldallal és egy élmeridiánnal a két csúcs közt.

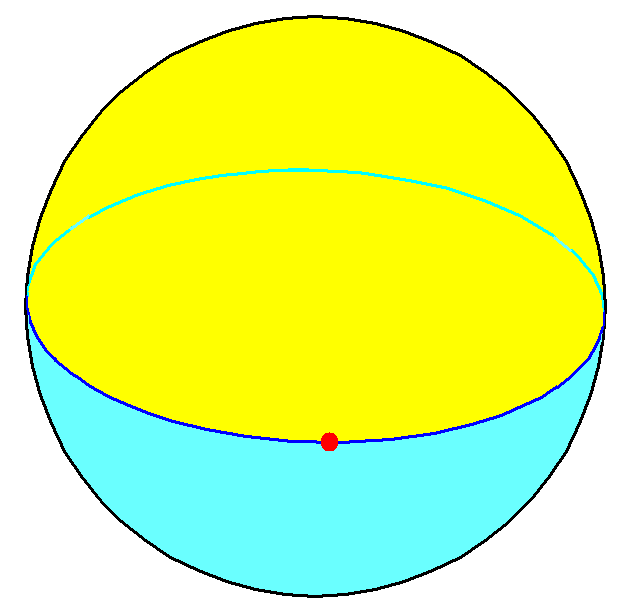
Egyszögdiéder, {1,2}
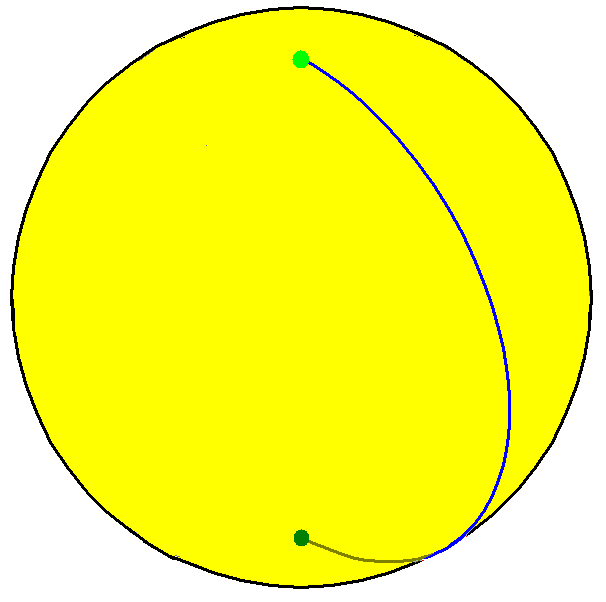
Egyszöghozoéder, {2,1}

## Fordítás
Ez a szócikk részben vagy egészben  a   Monogon című angol Wikipédia-szócikk ezen változatának fordításán alapul.  Az eredeti cikk szerkesztőit annak laptörténete sorolja fel. Ez a jelzés csupán a megfogalmazás eredetét és a szerzői jogokat jelzi, nem szolgál a cikkben szereplő információk forrásmegjelöléseként.